# Michael Kightly
Michael John Kightly (* 24. Januar 1986 in Basildon) ist ein ehemaliger englischer Fußballspieler. Der auf beiden Außenbahnen einsetzbare Mittelfeldspieler war in den Jahren 2007 und 2008 siebenfacher englischer U-21-Nationalspieler.

## Sportlicher Werdegang
Kightly spielte im Schüleralter für Tottenham Hotspur. Hoffnungen auf einen stetigen Karriereverlauf über die Nachwuchsabteilungen hinauf in die Profimannschaft der Spurs erfüllten sich aber nicht und so fand sich der Teenager in seiner Heimatstadt Basildon – 40 Kilometer nordöstlich von London gelegen – bei dem dortigen Amateurteam Basildon United wieder. Der beidfüßig ausgebildete Flügelspieler fand über diesen Umweg im März 2003 zurück in den Profifußball, als er sich dem Viertligisten Southend United anschloss. Er debütierte am 3. Mai 2003 anlässlich einer 0:1-Niederlage bei Exeter City. In der Folgezeit waren es aber die Pokalspiele, in denen Kightly bei den „Shrimps“ aufgestellt wurde; von den insgesamt 13 Ligaeinsätzen bis Juli 2005 waren lediglich zwei von Beginn an. Während seiner letzten Spielzeit in Southend lieh in der Klub zwischen Oktober 2004 und Januar 2005 an das fünftklassige Team Farnborough Town aus, wo Kightly regelmäßige Spielpraxis erhielt. Am Ende der Saison 2004/05 entschloss sich Southends Trainer Steve Tilson dazu, dass der mittlerweile 19-jährige Kightly den Verein verlassen sollte.
Ein dauerhafter Wechsel zu Farnborough Town war aufgrund des Abstiegs keine Option, aber mit dem ehemaligen Ligakonkurrenten Grays Athletic fand sich schnell eine Alternative. Kightly fand sich dort gut zurecht, schoss in seiner ersten Saison 2005/06 gleich 15 Ligatore und gewann zudem mit seinem neuen Team die FA Trophy. Bis zum November 2006 hatte er in der anschließenden Saison bereits zehn Treffer erzielt und Kightly kam dadurch im niederklassigen Fußball zu einer gewissen Berühmtheit. Der „Ryan Giggs des Non-League-Footballs“ zog die Aufmerksamkeit der Talentesichter einiger Großklubs auf sich; handelseinig wurde man sich zunächst über ein Ausleihgeschäft mit dem Zweitligisten Wolverhampton Wanderers, das beide Parteien nach zwei Toren in den ersten fünf Spielen in einen endgültigen Transfer münden ließen – Teil des Verkaufsgeschäfts war neben einer Ablöse in Höhe von 20.000 Pfund ein Freundschaftsspiel zwischen Grays Athletic und den „Wolves“, das im Juli 2007 stattfand.
Mit seinen Fähigkeiten, die sich in einer guten Ballkontrolle, häufigen Seitenwechseln und auch Defensivqualitäten bei der Balleroberung darstellen, spielte sich Kightly schnell in die Herzen der Anhänger in Wolverhampton und kam am Ende der Saison 2006/07 in der vereinsinternen Wahl zum besten Spieler hinter Torhüter Matt Murray gleich auf den zweiten Platz. Den Aufstieg verpasste er in den Play-off-Spielen knapp und zahlreiche Premier-League-Vereine (Aston Villa, Tottenham Hotspur, FC Portsmouth, FC Everton und Absteiger Charlton Athletic) bekundeten offen ihr Interesse an dem Zweitliga-Neuling. Mit der Unterzeichnung eines neuen Vierjahresvertrags bei den Wolves beendete Kightly im Juni 2007 derartige Spekulationen vorzeitig – ein neuer Kontrakt zu verbesserten Bezügen für erneut vier Spielzeiten folgte ein Jahr später.
Im August 2007 berief ihn der neue Trainer Stuart Pearce erstmals in den Kader der englischen U-21-Nationalmannschaft und so kam Kightly im Freundschaftsspiel gegen Rumänien in der ersten Spielhälfte zu seinem Einstand. Die aufstrebende Karriere erhielt im November 2007 einen Rückschlag, als er aufgrund einer hartnäckigen Knöchelverletzung pausieren musste, worauf er sich im Februar 2008 nach zwei gescheiterten Comeback-Versuchen gar einer Operation unterziehen musste. Erst zu den letzten vier Spieltagen der Saison 2008/09 kehrte Kightly zurück in die Mannschaft, die den erneuten Einzug in die Play-off-Spiele knapp aufgrund der schlechteren Tordifferenz verpasste. In der Aufstiegssaison 2008/09 arbeitete er sich zurück in die Stammformation und hatte mit acht Toren maßgeblichen Anteil daran, dass den Wolves die Rückkehr in die Premier League gelang. Ein Mittelfußbruch, den er sich im März 2009 in einer Partie des Reserveteams zuzog, verhinderte jedoch sowohl sein Mitwirken in der entscheidenden Zweitligaphase als auch seine Erstligapremiere im August 2009.

## Erfolge
- FA-Trophy-Gewinner: 2006